# Liuba María Hevia

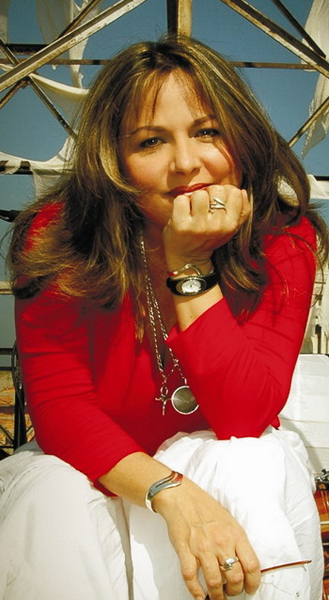
Liuba em 2011.

Liuba María Hevia (Havana, 14 de dezembro de 1964) é uma cantora e compositora cubana.
Toca guitarra desde os oito anos de idade e no seu variado repertório estão habaneras, guajiras, tangos e vallenatos, entre tantos outros gêneros. 

## Discografia
- Coloreando la esperanza, 1993
- Alguien me espera, 1996
- Del verso a la mar, 1998
- Travesía mágica, 2001
- Ilumíname, 2002
- Ángel y Habanera, 2004
- !Atentos! Traigo un regalo, 2005
- Secretos cantados, 2007
- Puertas, 2010